# عزلة المخلاف (حجة)

تعديل مصدري - تعديل

عزلة المخلاف هي إحدى عزل مديرية قفل شمر في محافظة حجة اليمنية ويبلغ تعداد سكانها 9922 نسمة حسب التعداد السكاني في اليمن لعام 2004.